# Otto Latsis
Otto Rudolfovich Latsis (rus: Отто Рудольфович Лацис, letó: Otto Lācis; Moscou, 22 de juny de 1934 – 3 de novembre de 2005) fou un periodista soviètic i rus, de descendència letona.

## Biografia
Graduat per la Universitat Estatal de Moscou el 1956, Otto Latsis començà a treballar en el diari local Soviet Sakhalin. La seva tasca posterior a El Diari Econòmic (Экономическая Газета) començà a modelar la seva reputació com a destacat periodista. Amb el final del desglaç de Khrusxov, Latsis treballà a Izvéstia, on defensà la suavització de la censura i potencià el diari entre la intelligentsia.
Els seus punts de vista liberals resultaren incòmodes per les autoritats. Latsis fou enviat en un anomenat «exili d'honor», és a dir, a treballar en un lloc on no comptaria amb una plataforma per difondre les seves idees. Treballà a Praga per a una revista anomenada Problems of Peace and Socialism i més tard a l'Institut d'Economia de Moscou del Sistema Social Mundial.
De 1987 a 1991 tornà a ocupar un lloc important a la revista soviètica Communist -en teoria, la revista pretenia ser una plataforma propagandística comunista, però que sota Latsis difongué la idea de la perestroika. A partir de 1991, tornà a treballar a Izvéstia. El 1997, a causa d'un conflicte amb la nova direcció, va deixar el mitjà per fundar el seu propi diari, Novye Izvéstia. Posteriorment es va traslladar a Russkiy Kurier, i finalment, a Moskovskiye Novosti. Latsis també va escriure i presentar ponències en simposis acadèmics.
Sota Mikhaïl Gorbatxov, fou membre del Comitè Central del Partit Comunista, i amb Borís Ieltsin, fou un dels seus assessors. També fou membre de la comissió pública d'investigació de les explosions en edificis russos.